# Kyō no Go no Ni
Kyō no Go no Ni (今日の５の２?   lit. Hoy en la clase 5-2) es el debut de Koharu Sakuraba (el autor de Minami-ke) en el mundo del manga. Es un manga corto que contiene 22 episodios reunidos en un mismo volumen más 2 capítulos extras, del que se ha realizado una serie animada en forma de OVA de 4 episodios dirigida por Makoto Sokuza y también una serie de TV (de la mano de Xebec) que consta de 13 episodios.
Los OVA son de un formato similar a Azumanga Daioh, consistiendo de cinco mini-episodios basados en capítulos del manga. Contienen un audio especial en el cual las voces de los personajes femeninos fueron cambiadas por el grupo de idols Sweet Kiss. También hay una "Edición Especial" de los OVA.

## Argumento
Desde su infancia, Ryouta Satou y Chika Koizumi han sido amigos cercanos, llegando incluso a jurar casarse cuando sean mayores. La historia comienza cuando ambos están ahora en su quinto grado de la escuela primaria en la clase 2 junto con su grupo de amigos Yuki Asano, Kazumi Aihara, Natsumi Hirakawa, Megumi Hidaka, Kouji Imai y Tsubasa Kawai. Mientras se hacen camino para llegar al sexto grado, Ryota a menudo es envuelto en difíciles e incomprensibles situaciones que te sacaran más de una risa.

## Personajes
Satou Ryouta (佐藤リョータ, Satō Ryōta)
Ryouta es el protagonista de la serie y el amigo de la infancia de Chika, está enamorado de ella desde entonces. En el pasado los dos jugaron juntos a menudo, incluso dormían juntos en la misma cama. Se comprometierón a casarse entre sí, una vez que se hallan convertido en adultos. Él es el mejor amigo de Kouji y buen amigo de Tsubasa Kawai, con frecuencia tiene problemas Kouji para ver cuál de los dos es mejor. Le gusta comer y jugar junto con el resto de la clase. Aunque no es muy inteligente, él es una persona amable y trata de ayudar a otros cuando puede, que a menudo no quieren y sin querer, cae en trampas que lo meten en problemas ganándose una paliza por parte de cualquiera de Chika o Yuuki. Es ingenuo a los deseos de los hombres normales, ya que no está especialmente interesado en las relaciones entre hombres y mujeres. Una vez que se queda dormido, no sólo es extremadamente difícil despertarlo, sino que agarra a cualquiera que se le acerque y le hace "algo" extraño bajo la sabana. Su número en la lista de la clase es el 12. Ryouta Satou es la voz de Hoko Kuwashima en el OVA, pero es la voz de Yu Kobayashi en el animé.
Seiyū: Yu Kobayashi
Chika Koizumi (小泉チカ, Koizumi Chika)
Chika es la amiga de la infancia de Ryouta, a menudo toma el papel principal. Ella está enamorada de él y a pesar de sus intentos, es incapaz de conseguir que Ryouta se fije en ella. Ama los recuerdos de infancia que comparte con Ryouta. Ella suele ser sensata, pero no siempre, abusando físicamente Ryouta cuando se lo "merece" (haciendo conclusiones apresuradas). Ella también tiene un espíritu travieso, sin miedo de jugar bromas a Ryouta. Su número en la lista de la clase es el 10. Chika Koizumi es la voz de Mai Kadowaki en el animé, pero Saaya Irie para Sweet Kiss edición OVA.
Seiyū: Mai Kadowaki (normal); Saaya Irie (Sweet Kiss)
Yuuki Asano (浅野ユウキ, Asano Yūki)
Ella es brillante, locuaz y activa. Le gusta el chat, chismes, y hablar de cosas como la moda. Con frecuencia se preocupa por el tamaño de sus pechos. A pesar de tener un fuerte sentido de responsabilidad, que es conocido por ser incapaz de guardar secretos. Ella está enamorada de Kouji y le da chocolates para el Día de San Valentín aun siendo una cocinera terrible. Su número en la lista de la clase es el 2. Yuuki Asano es la voz de Mikako Takahashi, pero es la voz de Jessica para Sweet Kiss edición OVA.
Seiyū: Mikako Takahashi (normal); Jessica (Sweet Kiss)
Aihara Kazumi  (相原カズミ, Aihara Kazumi)
Ella es tranquila, seria, silenciosa, misteriosa, de reflexiones rápidas y algo "sádica". Se ve a menudo tomando notas en su diario de observación sobre lo que sucede a su interés en el momento, en vez de participar en actividades físicas junto con todos los demás. Sin embargo, nadie, ni siquiera Chika quien ha sido amigo de hace mucho tiempo, la ha visto reír. Al igual que Ryouta, es miembro del comité de salud. Su número en la lista de la clase es 1. Kazumi Aihara es la voz de Noto Mamiko en el OVA y Runa para la edición Sweet Kiss de la OVA. En el animé, ella es la voz de MAKO.
Seiyū: Mamiko Noto (normal); Runa (Sweet Kiss)
Natsumi Hirakawa (平川ナツミ, Hirakawa Natsumi)
Le gustan los deportes y es atlética, puede ganar a cualquiera en los deportes. A pesar de que generalmente es una persona tranquila, le teme a la oscuridad. Ella es muy inocente, a menudo de ser detenido por sus amigos de desnudarse en público, delante de los niños. Se refiere a sí misma en una forma muy masculina usando el pronombre singular masculino "boku" (仆?) y siempre se viste con ropa de niño, excepto durante el epílogo del animé. Su número en la lista de la clase es el 17.
Seiyū: Maria Yamamoto
Megumi Hidaka (日高メグミ, Hidaka Megumi)
Megumi lleva gafas y es casi ciega sin ellas. Ella está más desarrollada que las demás chicas de su clase y es consciente de ello cuando los demás lo comentan. A menudo se preocupa por su peso, asegurando que se mantiene exactamente en 35 kg. Su número en la lista de la clase es el 16.
Seiyū: Kana Ueda
Kouji Imai (今井コウジ, Imai Kōji)
Kouji es el mejor amigo de Ryouta. Es audaz e inteligente, además de ser conocedor de lo que "esperan" de las chicas y chicos en su infancia. Tiene el pelo negro en la versión de animé y rubio en el OVA. A menudo los desafíos Ryouta a varios duelos para ver cuál de los dos es mejor. Teme de la cocina Yuuki. Su número en la lista de la clase es de 3.
Seiyū: Yu Asakawa
Tsubasa Kawai (河合ツバサ, Kawai Tsubasa)
Tsubasa es uno de los amigos cercanos de Ryouta. Es muy tranquilo y amable, siempre con una sonrisa inocente y, a menudo ocupa el papel de mediador entre Ryouta y Kouji. Es inteligente y le encanta leer y ver sobre el espacio exterior. Tiene el pelo rubio en la versión de animé y negro en el OVA. Su número en la lista de la clase es de 8.
Seiyū: Minori Chihara

## Adaptaciones
Manga
- 1.ª Clase - Meneo, Meneo
- 2.ª Clase - Clavículas
- 3.ª Clase - Inbatible
- 4.ª Clase - Memoria
- 5.ª Clase - Ataque silencioso
- 6.ª Clase - Superbola
- 7.ª Clase - Caza de ropa
- 8.ª Clase - Diario de observación
- 9.ª Clase - Risas
- 10.ª Clase- biblioteca
- 11.ª Clase - Sorpresa
- 12.ª Clase - Dulce y suave
- 13.ª Clase - Volcar
- 14.ª Clase - Pata de gato
- 15.ª Clase - Lluvia
- 16.ª Clase - Cuento de hadas
- 17.ª Clase - Falta de asistencia
- 18.ª Clase - Rap inútil
- 19.ª Clase - Comparando alturas
- 20.ª Clase - Carrera a tres piernas
- 21.ª Clase - Promesa, Parte 1
- 22.ª Clase - Promesa, Parte 2

Capítulos especiales
- Lección Suplementaria - Hoy en el Club de Tenis
- Invitación

Anime
Episodios: 
- Episodio 01:

Periodos 1 - 4: Perdida, Superbola, En espíritu alto, Clima lluvioso
- Episodio 02:

Periodos 5 - 8: Patas de Gato, Invicto, Lavado de Pelotas, Ropa Mojada
- Episodio 03:

Periodos 9 - 12: Clavículas, Biblioteca, Levantamiento, Experimento 
- Episodio 04:

Periodos 13 - 16: Cubierto en Agua, Vístete, Arriba y Abajo, Ataque Sorpresa 
- Episodio 05:

Periodos 17 - 19.5: Sonrisa, Estrella Fugaz, Cambio de Ropas, Cambio de Ropas 
- Episodio 06:

Periodos 20 - 23: Diario de Observación, Lluvia Repentina, Piedra Papel y Tijeras, Festival de Verano 
- Episodio 07:

Periodos 24 - 27: Victoria o Derrota, Carrera Larga, Librería, Tres Piernas 
- Episodio 08:

Periodos 28 - 31: Memoria, Hambre, Comparación de altura, Leche 
- Episodio 09:

Periodos 32 - 35: Tifón, Moda, Durmiéndose, Comer 
- Episodio 10:

Periodos 36 - 39: Calor, Cuento de Hada, Cuento de Hada II, Una simple hoja 
- Episodio 11:

Periodos 40 - 43: Repentinamente, Pato, Peinado, Hielo 
- Episodio 12:

Periodos 44 - 47.5: Batata Cocida, Ruido Afilado, Lotería, Munch Munch, Feliz Navidad 
- Episodio 13:

Periodos 48 - 49: Juramento Rosa

## Banda sonora
Baby Love/Yakusoku (Baby Love/約束) es un sencillo creado con las canciones del opening y ending de los OVA.
Lista de temas
1. "Baby Love" (「Baby Love」声優)
2. "Yakusoku" (「約束」声優)
3. "Baby Love" Versión Sweet Kiss
4. "Yakusoku" Versión Sweet Kiss (「約束」Sweet Kiss Ver., "Yakusoku" Sweet Kiss Version)
5. "Baby Love" Versión Karaoke (「Baby Love」カラオケ, "Baby Love" Karaoke Version)
6. "Yakusoku" Versión Karaoke (「約束」カラオケ, "Yakusoku" Karaoke Version)

- Datos: Q1191938